# Abubakar Nurmagomiedow
Abubakar Magomiedowicz Nurmagomiedow (ros. Абубакар Магомедович Нурмагомедов, awarski АбубакIар МухӀамадович НурмухӀамадов, Abubak̨ar Muħamadovič Nurmuħamadov; ur. 13 listopada 1989 w Machaczkale) – rosyjski zawodnik mieszanych sztuk walk wagi półśredniej dagestańskiego pochodzenia. Mistrz Rosji oraz brązowy medalista mistrz świata w sambo bojowym. Były zawodnik WSOF oraz organizacji UFC.

## Życiorys
Abubakar pochodzi z awarskiej grupy etnicznej zamieszkującej Republikę Dagestan. Już od dziecka miał styczność ze sportem, pod okiem Abdułmanapa Nurmagomiedowa (mającego czarny pas w judo) trenował popularne w kaukaskich republikach zapasy, lecz bez sukcesów. Następnie przyszedł czas na sambo bojowe, gdzie zdobył m.in. brązowy medal mistrzostw świata oraz wielokrotnie zwyciężał w krajowych zawodach.

## Osiągnięcia

### Sambo
- 2013: Mistrz Rosji w sambo[4]
- 2014: Brązowy medalista Mistrzostw Świata w sambo[5]

## Lista zawodowych walk w MMA
| Wynik     | Bilans | Przeciwnik (bilans przed walką)  | Rozstrzygnięcie                             | Runda | Czas | Rozgrywki                                            | Data       | Miejsce       | Uwagi                                             |
| --------- | ------ | -------------------------------- | ------------------------------------------- | ----- | ---- | ---------------------------------------------------- | ---------- | ------------- | ------------------------------------------------- |
|           |        | Louis Glismann (12-3)            |                                             |       |      | GFL 2: 2025 Regular Season                           | 25.05.2025 | Los Angeles   | Debiut w GFL.                                     |
| Przegrana | 17-4-1 | Elizeu Zaleski dos Santos (23-7) | Decyzja (niejednogłośna)                    | 3     | 5:00 | UFC Fight Night: Kara-France vs. Albazi              | 03.06.2023 | Las Vegas     |                                                   |
| Wygrana   | 17-3-1 | Gadzhi Omargadzhiev (13-1)       | Decyzja (jednogłośna)                       | 3     | 5:00 | UFC 280                                              | 22.10.2022 | Abu Zabi      |                                                   |
| Wygrana   | 16-3-1 | Jared Gooden (17-5)              | Decyzja (jednogłośna)                       | 3     | 5:00 | UFC 260                                              | 27.03.2021 | Las Vegas     |                                                   |
| Przegrana | 15-3-1 | David Zawada (16-5)              | Poddanie (duszenie trójkątne)               | 1     | 2:50 | UFC on ESPN+ 21: Magomedsharipov vs. Kattar          | 09.11.2019 | Moskwa        | Debiut w UFC                                      |
| Remis     | 15-2-1 | Bojan Veličković (16-7-1)        | Remis (jednogłośny)                         | 2     | 5:00 | PFL 2018 #10: Playoffs                               | 20.10.2018 | Waszyngton    | Ćwierćfinał turnieju PFL 2018 w wadze półśredniej |
| Wygrana   | 15-2   | Jonatan Westin (10-3)            | Decyzja (jednogłośna)                       | 3     | 5:00 | PFL 2018 #6: Regular Season                          | 16.08.2018 | Atlantic City |                                                   |
| Przegrana | 14-2   | Pawło Kusz (22-5)                | Poddanie (duszenie zza pleców)              | 2     | 1:23 | PFL 2018 #3: Regular Season                          | 05.07.2018 | Waszyngton    | Co-Main Event                                     |
| Wygrana   | 14-1   | Matt Secor (8-3)                 | Decyzja (jednogłośna)                       | 3     | 5:00 | WSOF 35: Ivanov vs. Jordan                           | 18.03.2017 | Nowy Jork     |                                                   |
| Wygrana   | 13-1   | John Howard (24-12)              | Decyzja (jednogłośna)                       | 3     | 5:00 | WSOF 33: Branch vs. Magalhaes                        | 07.10.2016 | Kansas City   |                                                   |
| Wygrana   | 12-1   | Matthew Frincu (7-1)             | TKO (ciosy pięściami)                       | 2     | 3:05 | WSOF 30: Branch vs. Starks                           | 02.04.2016 | Las Vegas     |                                                   |
| Wygrana   | 11-1   | Danny Davis Jr. (11-9-1)         | Decyzja (jednogłośna)                       | 3     | 5:00 | WSOF 26: Palmer vs. Almeida                          | 18.12.2015 | Las Vegas     |                                                   |
| Wygrana   | 10-1   | Jorge Moreno (4-0)               | Decyzja (jednogłośna)                       | 3     | 5:00 | WSOF 22: Palhares vs. Shields                        | 01.08.2015 | Las Vegas     | Debiut w WSOF                                     |
| Wygrana   | 9-1    | Wołodymyr Hunzu (9-3)            | TKO (ciosy pięściami)                       | 1     |      | Sochi Star Club – Sochi Star Tournament 3            | 22.02.2015 | Soczi         |                                                   |
| Przegrana | 8-1    | Magomied Mustafajew (10-2)       | TKO (przerwanie przez lekarza)              | 2     | 4:11 | Sochi Star Club – Sochi Star Tournament 1            | 01.09.2014 | Soczi         | Finał turnieju wagi półśredniej                   |
| Wygrana   | 8-0    | Richard Totrow (0-1)             | TKO (przerwanie przez lekarza)              | 1     | 4:27 | Sochi Star Club – Sochi Star Tournament 1            | 01.09.2014 | Soczi         | Półfinał turnieju wagi półśredniej                |
| Wygrana   | 7-0    | Dmitrij Kapmari (1-1)            | TKO (ciosy pięściami)                       | 1     | 3:36 | Union of Veterans of Sport: Champion Cup             | 21.12.2013 | Nowosybirsk   |                                                   |
| Wygrana   | 6-0    | Magomied Szachbanow (0-1)        | TKO (ciosy pięściami)                       | 1     | 2:46 | Liga Kavkaz: Grand Umakhan Battle                    | 07.07.2013 | Kaspijsk      |                                                   |
| Wygrana   | 5-0    | Jurij Grigorian (4-3)            | Poddanie (kimura)                           | 1     | 1:40 | Russian MMA Union: St. Petersburg MMA Championship 1 | 31.03.2013 | Petersburg    |                                                   |
| Wygrana   | 4-0    | Sergiej Akinin (4-21-1)          | TKO (ciosy pięściami)                       | 1     | 4:10 | OctagonMMA Warriors: Nurmagomedov vs. Akinin         | 21.02.2013 | Żukowskij     |                                                   |
| Wygrana   | 3-0    | Adiłbek Żałdoszow (1-1)          | TKO (ciosy pięściami)                       | 1     | 3:40 | OctagonMMA Warriors: Nurmagomedov vs. Akinin         | 21.02.2013 | Żukowskij     |                                                   |
| Wygrana   | 2-0    | Anatolij Safronow (8-11)         | Poddanie (duszenie trójkątne rękoma)        | 1     | 2:30 | Liga Kavkaz 2012                                     | 03.07.2012 | Chasawjurt    |                                                   |
| Wygrana   | 1-0    | Ibragim Dżantuchanow (0-0)       | Poddanie (dźwignia prosta na staw łokciowy) | 1     | 1:32 | ProFC: Battle in the Caucasus                        | 22.10.2011 | Chasawjurt    | Debiut w MMA                                      |